# Pietro Gonnella
Pietro Gonnella, o Gonella (Firenze, 1390 circa – Ferrara, 1441), è stato un giullare italiano, buffone presso la corte ferrarese degli Este.

## Biografia
Pietro Gonnella è stato un buffone di corte fiorentino al servizio dei signori ferraresi nel XV secolo e specialmente di Obizzo III d'Este e Niccolò III d'Este.
Le prime, pochissime e misteriose notizie sulla sua vita si hanno dall'umanista Domenico Bandini da Arezzo dove parla di un certo "Petri Florentini histrionis" soprannominato il Gonnella. Altre notizie si hanno da Franco Sacchetti dove nella sua opera Trecentonovelle lo designa come un buffone che gira di corte in corte ma che è legato a quella di Ferrara in primis. Meno autorevoli invece sono le notizie che si hanno da Matteo Bandello in cui narra nella dedica alla XXIII novella che era figlio di un cuoiaio fiorentino (chiamato Bernardo) e che a venti anni lasciò Firenze per andare alla corte estense in veste di giullare.

## Opere e curiosità
Intorno alla sua figura fiorì in breve tempo una vasta leggenda e fu oggetto di divertenti storie narrate da novellieri e cantimbanchi.
Probabilmente il primo a mettere in versi del Gonnella fu il misterioso letterato Francesco da Mantova che pubblicò le Facecie del Gonnella, stampate a Bologna nel 1506 da Giustiniano di Rubiera. In seguito ne fecero molte altre edizioni, sempre stampate anonime con il titolo "Le buffonerie del Gonnella". Tra il XVI e XVII queste storie sono state legate al più celebre testo faceto "Le facezie del piovano Arlotto" e dal 1565 stampate assieme col titolo "Facetie, motti, buffonerie et burle del Piovano Arlotto, del Gonnella et del Barlacchia".
Celebre è la scena (Matteo Bandello, "novelle" 1554, novella XVII) in cui a seguito di una burla organizzatagli dal proprio padrone Niccolò III d'Este, adirato da un'iniziativa del Gonnella volta alla guarigione del medesimo dalla febbre quartana, tra l'altro andata a buon fine, simulò una condanna a morte del buffone con decapitazione. Il Gonnella, ignaro di tutto, nel giorno della sua finta esecuzione si inginocchiò e poggiò la testa sul ceppo affinché il boia gliela tagliasse. Nel momento fatale però, invece della scure, sulla sua testa si abbatté una secchiata d'acqua gelata. Il povero Gonnella però, tra le risa degli spettatori, per la paura venne colpito da un infarto e morì.
La stessa scena ha ispirato il film E ridendo l'uccise' di Florestano Vancini, in cui il buffone protagonista, che muore allo stesso modo, porta però il nome di Moschino, parassita ricordato da Ludovico Ariosto  nelle sue Satire).
Di Gonnella se ne hanno anche degli accenni nel Don Chisciotte della Mancia di Miguel de Cervantes.
Un ritratto di Gonnella, dipinto su tavola e attribuito a Jean Fouquet, databile fra il 1447 e il 1450, è conservato nel Kunsthistorisches Museum di Vienna.
Fu dipinto da questo durante il suo viaggio in Italia del 1455-1458, durante il quale soggiornò alla corte ferrarese degli Este. Molto probabilmente il ritratto fu dipinto postumo.